# Congresso eucaristico

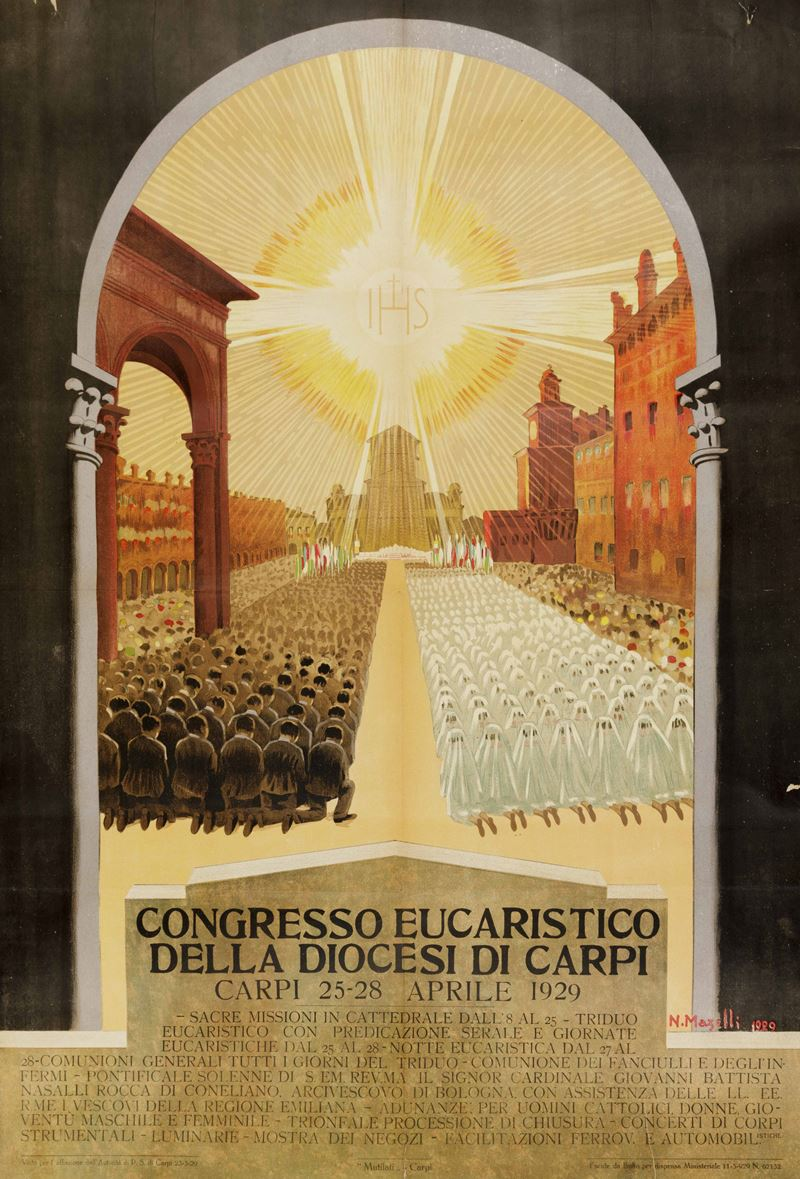
Il primo congresso eucaristico della diocesi di Carpi, 1929

I congressi eucaristici, nella Chiesa cattolica, sono manifestazioni pubbliche e solenni che hanno lo scopo di promuovere la devozione, il culto e la conoscenza dell'Eucaristia.

## Descrizione
Sono caratterizzati da celebrazioni eucaristiche solenni (centro e culmine del congresso), riunioni di preghiera e adorazione prolungata davanti al Santissimo Sacramento, processioni con il Santissimo Sacramento per le vie della città, sessioni di catechesi, incontri di studio e conferenze su temi legati all'Eucaristia.
Possono durare uno o più giorni e avere carattere internazionale, nazionale, interdiocesano, diocesano o parrocchiale.

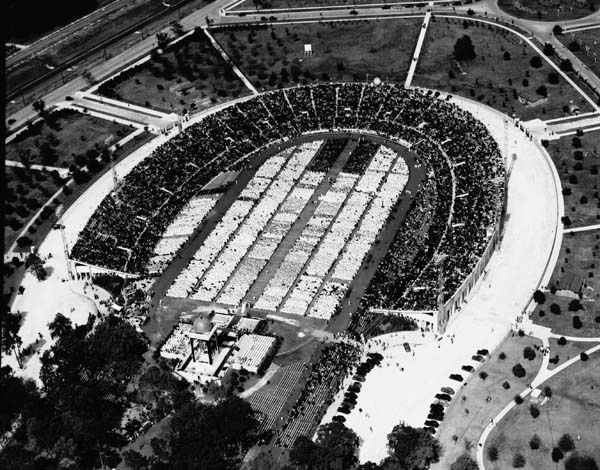
Veduta aerea del City Park Stadium di New Orleans durante il congresso eucaristico nazionale del 1938

Tale forma di culto eucaristico ha origine dal risveglio del laicato della fine dell'Ottocento. L'iniziatrice dei congressi eucaristici fu Emilia Tamisier (1834-1910), già suora della congregazione delle Ancelle del Santissimo Sacramento. Il primo congresso eucaristico internazionale, organizzato da monsignor Louis-Gaston de Ségur, si tenne a Lilla il 21 giugno 1881.
Presso la Santa Sede fu istituito nel 1879 da Leone XIII un pontificio comitato per i congressi eucaristici internazionali che aveva lo scopo di promuovere la preparazione e la celebrazione periodica (di regola, ogni quattro anni) di congressi eucaristici internazionali e di collaborare alla celebrazione dei congressi eucaristici nazionali. La segreteria di tale comitato era stata affidata ai religiosi della Congregazione del Santissimo Sacramento, fondata da san Pier Giuliano Eymard. Dal 1973 al 1989 i congressi si sono svolti in Australia, Stati Uniti, Francia, Kenya e Corea del Sud.
Dal 5 giugno 2022, con l'entrata in vigore della costituzione apostolica Praedicate evangelium, tale comitato è stato soppresso e i suoi compiti sono stati affidati al Dicastero per il culto divino e la disciplina dei sacramenti.

## Congressi eucaristici internazionali
| Numero  | Data                        | Luogo                             | Papa regnante     | Legato a latere                  | Tema                                                             | Note |
| ------- | --------------------------- | --------------------------------- | ----------------- | -------------------------------- | ---------------------------------------------------------------- | --- |
| I       | 23-30 giugno 1881           | Lilla, Francia                    | Leone XIII        |                                  | [ 4 ]                                                            | Primo congresso eucaristico internazionale. |
| II      | 13-17 settembre 1882        | Avignone, Francia                 | Leone XIII        |                                  |                                                                  | Questa è la seconda volta che il congresso si svolge in Francia: la prima volta era stato ospitato a Lilla nel 1881. |
| III     | 5-10 giugno 1883            | Liegi, Belgio                     | Leone XIII        |                                  |                                                                  | Primo congresso eucaristico internazionale ospitato in Belgio. |
| IV      | 9-13 settembre 1885         | Friburgo, Svizzera                | Leone XIII        |                                  |                                                                  | |
| V       | 20-25 giugno 1886           | Tolosa, Francia                   | Leone XIII        |                                  |                                                                  | Questa è la terza volta che il congresso si svolge in Francia: la prima volta era stato ospitato a Lilla nel 1881, mentre la seconda ad Avignone nel 1882. |
| VI      | 2-6 luglio 1888             | Parigi, Francia                   | Leone XIII        |                                  |                                                                  | Questa è la quarta volta che il congresso si svolge in Francia: la prima volta era stato ospitato a Lilla nel 1881, la seconda ad Avignone nel 1882, mentre la terza a Tolosa nel 1886. |
| VII     | 16-21 agosto 1890           | Anversa, Belgio                   | Leone XIII        |                                  |                                                                  | Questa è la seconda volta che il congresso si svolge in Belgio: la prima volta era stato ospitato a Liegi nel 1883. |
| VIII    | 14-21 maggio 1893           | Gerusalemme, Impero ottomano      | Leone XIII        | Benoît-Marie Langénieux          |                                                                  | Primo congresso tenutosi fuori dall'Europa. |
| IX      | 25-29 giugno 1894           | Reims, Francia                    | Leone XIII        |                                  |                                                                  | Questa è la quinta volta che il congresso si svolge in Francia: la prima volta era stato ospitato a Lilla nel 1881, la seconda ad Avignone nel 1882, la terza a Tolosa nel 1886, mentre la quarta volta a Parigi nel 1888. |
| X       | 20-24 settembre 1894        | Paray-le-Monial, Francia          | Leone XIII        |                                  |                                                                  | Questa è la sesta volta che il congresso si svolge in Francia: la prima volta era stato ospitato a Lilla nel 1881, la seconda ad Avignone nel 1882, la terza a Tolosa nel 1886, la quarta volta a Parigi nel 1888, mentre la quinta a Reims nel 1894. |
| XI      | 13-17 luglio 1898           | Bruxelles, Belgio                 | Leone XIII        | Vincenzo Vannutelli              |                                                                  | Questa è la terza volta che il congresso si svolge in Belgio: la prima volta era stato ospitato a Liegi nel 1883, mentre la seconda ad Anversa nel 1890. |
| XII     | 7-11 agosto 1899            | Lourdes, Francia                  | Leone XIII        | Benoît-Marie Langénieux          |                                                                  | Questa è la settima volta che il congresso si svolge in Francia: la prima volta era stato ospitato a Lilla nel 1881, la seconda ad Avignone nel 1882, la terza a Tolosa nel 1886, la quarta volta a Parigi nel 1888, la quinta a Reims nel 1894, mentre la sesta a Paray-le-Monial nel 1894. A Lourdes il congresso verrà ospitato altre due volte: nel 1914 e nel 1981. |
| XIII    | 4-9 settembre 1901          | Angers, Francia                   | Leone XIII        |                                  |                                                                  | Questa è l'ottava volta che il congresso si svolge in Francia: la prima volta era stato ospitato a Lilla nel 1881, la seconda ad Avignone nel 1882, la terza a Tolosa nel 1886, la quarta volta a Parigi nel 1888, la quinta a Reims nel 1894, la sesta a Paray-le-Monial nel 1894, mentre la settima a Lourdes nel 1899. |
| XIV     | 3-7 settembre 1902          | Namur, Belgio                     | Leone XIII        | Pierre-Lambert Goossens          |                                                                  | Questa è la quarta volta che il congresso si svolge in Belgio: la prima volta era stato ospitato a Liegi nel 1883, la seconda ad Anversa nel 1890, mentre la terza a Bruxelles nel 1898. |
| XV      | 20-24 giugno 1904           | Angoulême, Francia                | Pio X             |                                  |                                                                  | Questa è la nona volta che il congresso si svolge in Francia: la prima volta era stato ospitato a Lilla nel 1881, la seconda ad Avignone nel 1882, la terza a Tolosa nel 1886, la quarta volta a Parigi nel 1888, la quinta a Reims nel 1894, la sesta a Paray-le-Monial nel 1894, la settima a Lourdes nel 1899, mentre l'ottava ad Angers nel 1901. |
| XVI     | 1º-4 giugno 1905            | Roma, Italia                      | Pio X             | presieduto dal papa stesso       |                                                                  | Primo congresso eucaristico internazionale ospitato in Italia. A Roma il congresso verrà ospitato altre due volte: nel 1922 e nel 2000. |
| XVII    | 15-19 agosto 1906           | Tournai, Belgio                   | Pio X             | Vincenzo Vannutelli              |                                                                  | Questa è la quinta volta che il congresso si svolge in Belgio: la prima volta era stato ospitato a Liegi nel 1883, la seconda ad Anversa nel 1890, la terza a Bruxelles nel 1898, mentre la quarta a Namur nel 1902. |
| XVIII   | 6-11 agosto 1907            | Metz, Francia                     | Pio X             | Vincenzo Vannutelli              |                                                                  | Questa è la decima volta che il congresso si svolge in Francia: la prima volta era stato ospitato a Lilla nel 1881, la seconda ad Avignone nel 1882, la terza a Tolosa nel 1886, la quarta volta a Parigi nel 1888, la quinta a Reims nel 1894, la sesta a Paray-le-Monial nel 1894, la settima a Lourdes nel 1899, l'ottava ad Angers nel 1901, mentre la nona ad Angoulême nel 1904. |
| XIX     | 8-13 settembre 1908         | Londra, Regno Unito               | Pio X             | Vincenzo Vannutelli              |                                                                  | |
| XX      | 4-8 agosto 1909             | Colonia, Germania                 | Pio X             | Vincenzo Vannutelli              |                                                                  | Primo congresso eucaristico internazionale ospitato in Germania. In Germania il congresso è stato ospitato un'altra volta a Monaco di Baviera nel 1960. |
| XXI     | 7-11 settembre 1910         | Montréal, Canada                  | Pio X             | Vincenzo Vannutelli              |                                                                  | Primo congresso tenutosi nell'emisfero occidentale. |
| XXII    | 23 giugno-1º luglio 1911    | Madrid, Spagna                    | Pio X             | Gregorio María Aguirre y García  |                                                                  | Primo congresso eucaristico internazionale ospitato in Spagna. In Spagna il congresso è stato ospitato altre due volte: nel 1952 a Barcellona e nel 1993 a Siviglia. |
| XXIII   | 12-14 settembre 1912        | Vienna, Austria-Ungheria          | Pio X             | Willem Marinus van Rossum        |                                                                  | |
| XXIV    | 23-27 aprile 1913           | La Valletta, Malta                | Pio X             | Domenico Ferrata                 |                                                                  | |
| XXV     | 22-26 luglio 1914           | Lourdes, Francia                  | Pio X             | Gennaro Granito Pignatelli       | Eucaristia e regalità sociale di Gesù Cristo                     | Questa è l'undicesima volta che il congresso si svolge in Francia: la prima volta era stato ospitato a Lilla nel 1881, la seconda ad Avignone nel 1882, la terza a Tolosa nel 1886, la quarta volta a Parigi nel 1888, la quinta a Reims nel 1894, la sesta a Paray-le-Monial nel 1894, la settima a Lourdes nel 1899, l'ottava ad Angers nel 1901, la nona ad Angoulême nel 1904, mentre la decima a Metz nel 1907. A Lourdes il congresso è stato ospitato altre due volte: nel 1899 e nel 1981. |
| XXVI    | 24-29 giugno 1922           | Roma, Italia                      | Pio XI            | presieduto dal papa stesso       | Il Regno pacifico di Nostro Signore nell'Eucaristia              | Pio XI officiò personalmente la messa in piazza San Pietro; questo fu il primo congresso dopo la prima guerra mondiale. A Roma il congresso è stato ospitato altre due volte: nel 1905 e nel 2000. |
| XXVII   | 22-27 giugno 1924           | Amsterdam, Paesi Bassi            | Pio XI            | Willem Marinus van Rossum        | L'Eucaristia e l'Olanda                                          | |
| XXVIII  | 20-24 giugno 1926           | Chicago, Stati Uniti              | Pio XI            | Giovanni Vincenzo Bonzano        | Pace di Cristo nel Regno di Cristo                               | Primo congresso negli Stati Uniti d'America. I fedeli presenti alla messa di apertura officiata al Soldier Field erano circa 400.000, mentre coloro che erano presenti alla messa di chiusura celebrata presso il seminario di Santa Maria del Lago erano circa 800.000. Negli Stati Uniti d'America il congresso è stato ospitato un'altra volta nel 1976 a Filadelfia. |
| XXIX    | 5-9 settembre 1928          | Sydney, Australia                 | Pio XI            | Bonaventura Cerretti             | La Madonna e l'Eucaristia                                        | Primo congresso in Australia. Alla processione eucaristica, presieduta dal legato pontificio, presero parte 500.000 persone. In Australia il congresso è stato ospitato un'altra volta nel 1973 a Melbourne. |
| XXX     | 7-11 maggio 1930            | Cartagine, Tunisia francese       | Pio XI            | Alexis-Henri-Marie Lépicier      | L’Eucaristia nella Testimonianza Africana                        | Primo congresso tenutosi in Africa. |
| XXXI    | 21-26 giugno 1932           | Dublino, Irlanda                  | Pio XI            | Lorenzo Lauri                    | L'Eucaristia e l'Irlanda                                         | Il congresso ha coinciso con il 1500º anniversario dell'arrivo di san Patrizio in Irlanda. La popolazione cattolica in Irlanda nel 1932 era di circa 3 milioni di fedeli. A Dublino il congresso è stato ospitato un'altra volta nel 2012. |
| XXXII   | 10-14 ottobre 1934          | Buenos Aires, Argentina           | Pio XI            | Eugenio Pacelli                  | La regalità sociale di Nostro Signore Gesù Cristo e l'Eucaristia | Primo congresso tenutosi in Sud America. Il legato pontificio scelto da Pio XI fu Eugenio Pacelli, futuro Pio XII. Il 14 ottobre, giorno di chiusura del congresso, oltre 1.000.000 di persone, radunate al Palmero Park, ascoltarono, tramite una trasmissione radiofonica, la voce del papa, il quale rivolse, dalla Città del Vaticano, alcune parole ai fedeli radunati nella capitale argentina e impartì la sua benedizione apostolica. |
| XXXIII  | 3-7 febbraio 1937           | Manila, Filippine                 | Pio XI            | Dennis Joseph Dougherty          | L'Apostolato eucaristico nelle missioni                          | Primo congresso tenutosi in Asia. Parteciparono circa 1.500.000 di fedeli da tutto il mondo. Le celebrazioni eucaristiche furono officiate a Rizal Park e videro la presenza di centinaia di migliaia di persone ciascuna. Nelle Filippine il congresso è stato ospitato un'altra volta nel 2016 a Cebu. |
| XXXIV   | 25-30 maggio 1938           | Budapest, Ungheria                | Pio XI            | Eugenio Pacelli                  | L'Eucaristia vincolo di carità                                   | Oltre 100.000 persone da tutto il mondo parteciparono al congresso, tra cui 15 cardinali e 330 vescovi. Il legato pontificio scelto da Pio XI fu Eugenio Pacelli, futuro Pio XII; quest'ultimo aveva già presieduto in qualità di legato pontificio il congresso eucaristico di Buenos Aires nel 1934. A Budapest il congresso è stato ospitato un'altra volta nel 2021. |
| XXXV    | 27 maggio-1º giugno 1952    | Barcellona, Spagna                | Pio XII           | Federico Tedeschini              | L'Eucaristia e la pace                                           | Primo congresso dalla fine della seconda guerra mondiale. Parteciparono centinaia di vescovi e membri del clero, tra cui il cardinale Francis Joseph Spellman, arcivescovo metropolita di New York, e il cardinale Samuel Alphonsius Stritch, arcivescovo metropolita di Chicago. La guerra fredda limitò la partecipazione dei fedeli provenienti dai paesi comunisti dell'Europa orientale. In Spagna il congresso è stato ospitato altre due volte: nel 1911 a Madrid e nel 1993 a Siviglia. |
| XXXVI   | 17-24 luglio 1955           | Rio de Janeiro, Brasile           | Pio XII           | Benedetto Aloisi Masella         | Il Regno eucaristico del Cristo Redentore                        | |
| XXXVII  | 31 luglio-7 agosto 1960     | Monaco di Baviera, Germania Ovest | Giovanni XXIII    | Gustavo Testa                    | Pro Mundi Vita                                                   | La città fu scelta originariamente da papa Pio XII, che era stato nunzio apostolico in Germania. Parteciparono al congresso 430 vescovi e 28 cardinali, tra cui il cardinale Francis Joseph Spellman, arcivescovo metropolita di New York, il cardinale Richard James Cushing, arcivescovo metropolita di Boston, e il cardinale Albert Gregory Meyer, arcivescovo metropolita di Chicago. Durante il congresso fu posta la prima pietra di una "chiesa di espiazione" vicino al campo di concentramento di Dachau. La messa conclusiva fu celebrata nel parco Theresienwiese. |
| XXXVIII | 28 novembre-8 dicembre 1964 | Mumbai, India                     | Paolo VI          | Krikor Bedros XV Aghagianian     | L'Eucaristia e l'uomo nuovo                                      | Primo congresso in un Paese senza una significativa popolazione cristiana, con l'obiettivo di diffondere la dottrina della “presenza reale di Cristo nell'Eucaristia”. Nonostante papa Paolo VI avesse nominato legato pontificio il cardinale Aghagianian, lo stesso pontefice prese parte al congresso il 4 dicembre, durante il suo secondo viaggio apostolico. |
| XXXIX   | 18-25 agosto 1968           | Bogotà, Colombia                  | Paolo VI          | Giacomo Lercaro                  | Vinculum Charitatis                                              | A questo congresso prese parte, come per il precedente, anche Paolo VI, oltre che numerosi cardinali, vescovi e membri del clero. |
| XL      | 18-25 febbraio 1973         | Melbourne, Australia              | Paolo VI          | Lawrence Joseph Shehan           | "Amatevi come io vi ho amato"                                    | In Australia il congresso era stato ospitato un'altra volta nel 1928 a Sydney. |
| XLI     | 1º-8 agosto 1976            | Filadelfia, Stati Uniti           | Paolo VI          | James Robert Knox                | L'Eucaristia e le aspirazioni della famiglia umana               | Al congresso presero parte ancheMadre Teresa di Calcutta e Dorothy Day, le quali parteciparono a una conferenza sulle donne e l'Eucaristia. Anche il cardinale Karol Wojtyła, il futuro papa Giovanni Paolo II, prese parte al congresso e pronunciò l'omelia sulla libertà e la giustizia. Il presidente degli USA Gerald Ford intervenne al congresso parlando di libertà e dell'opera della Chiesa cattolica in favore della pace. Negli Stati Uniti d'America il congresso era stato ospitato un'altra volta nel 1926 a Chicago. |
| XLII    | 6-23 luglio 1981            | Lourdes, Francia                  | Giovanni Paolo II | Bernardin Gantin                 | Gesù Cristo pane spezzato per un mondo nuovo                     | Questa è la dodicesima volta che il congresso si svolge in Francia: la prima volta era stato ospitato a Lilla nel 1881, la seconda ad Avignone nel 1882, la terza a Tolosa nel 1886, la quarta volta a Parigi nel 1888, la quinta a Reims nel 1894, la sesta a Paray-le-Monial nel 1894, la settima a Lourdes nel 1899, l'ottava ad Angers nel 1901, la nona ad Angoulême nel 1904, la decima a Metz nel 1907, mentre a Lourdes nel 1914. A Lourdes il congresso era stato ospitato altre due volte: nel 1899 e nel 1914. |
| XLIII   | 11-18 agosto 1985           | Nairobi, Kenya                    | Giovanni Paolo II | Joseph Marie Anthony Cordeiro    | L'Eucaristia e la famiglia cristiana                             | La messa di chiusura del congresso fu celebrata dal papa in persona. |
| XLIV    | 5-8 ottobre 1989            | Seul, Corea del Sud               | Giovanni Paolo II | Roger Etchegaray                 | Christus Pax Nostra                                              | La messa di chiusura del congresso fu celebrata dal papa in persona. La circa 1.000.000 di fedeli parteciparono al congresso. |
| XLV     | 7-13 giugno 1993            | Siviglia, Spagna                  | Giovanni Paolo II | Nicolás de Jesús López Rodríguez | Eucaristia ed evangelizzazione                                   | Primo congresso post-guerra fredda. La messa di chiusura del congresso fu celebrata dal papa in persona. In Spagna il congresso era stato ospitato già altre due volte: nel 1911 a Madrid e nel 1952 a Barcellona. |
| XLVI    | 25 maggio-1º giugno 1997    | Breslavia, Polonia                | Giovanni Paolo II | Angelo Sodano                    | Eucaristia e libertà                                             | La messa di chiusura del congresso fu celebrata dal papa in persona. |
| XLVII   | 18-25 giugno 2000           | Roma, Italia                      | Giovanni Paolo II | presieduto dal papa stesso       | Gesù Cristo unico Salvatore del mondo, pane per la nuova vita    | Primo congresso celebrato durante un anno giubilare. A Roma il congresso era stato ospitato altre due volte: nel 1905 e nel 1922. |
| XLVIII  | 10-17 ottobre 2004          | Guadalajara, Messico              | Giovanni Paolo II | Jozef Tomko                      | L'Eucaristia, luce e vita del nuovo millennio                    | Giovanni Paolo II, essendo troppo malato per partecipare al congresso, nominò legato pontificio il cardinale Josef Tomko. Il congresso si è concluso con la celebrazione della messa presso lo Stadio Jalisco di Guadalajara. Alla fine della celebrazione dai maxischermi dello stadio si sono potute vedere le immagini in diretta provenienti dalla Basilica Vaticana dove il Papa, in coincidenza con l’evento messicano, presiedeva la celebrazione per l’avvio dell'Anno dell'Eucaristia; infatti queste due celebrazioni eucaristiche simultanee hanno segnato l'inizio dell'anno dedicato all'Eucaristia, che si è concluso con l'assemblea generale del sinodo dei vescovi dell'ottobre 2005. |
| XLIX    | 15-22 giugno 2008           | Québec, Canada                    | Benedetto XVI     | Jozef Tomko                      | L'Eucaristia, dono di Dio per la vita del mondo                  | Il congresso ha coinciso con il 400º anniversario della fondazione della città. La celebrazione eucaristica conclusiva si è svolta nella piana di Abraham, alla quale hanno partecipato decine di migliaia di pellegrini. Il messaggio di papa Benedetto XVI è stato trasmesso in diretta, sia in francese che in inglese, dal Palazzo Apostolico in Vaticano, tramite maxischermi allestiti sul prato. |
| L       | 10-17 giugno 2012           | Dublino, Irlanda                  | Benedetto XVI     | Marc Ouellet                     | L'Eucaristia, comunione con Cristo e tra noi                     | Il congresso ha coinciso con il 50º anniversario dell'inizio del Concilio Vaticano II. Un video preregistrato di un discorso del papa è stato trasmesso durante la cerimonia di chiusura del 17 giugno. A Dublino il congresso era già stato ospitato nel 1932. |
| LI      | 25-31 gennaio 2016          | Cebu, Filippine                   | Francesco         | Charles Bo                       | Cristo in voi, speranza della gloria                             | Questa è la seconda volta che il congresso si svolge nelle Filippine: la prima volta era stato ospitato a Manila nel 1937. |
| LII     | 5-12 settembre 2021         | Budapest, Ungheria                | Francesco         | presieduto dal papa stesso       | "Sono in te tutte le mie sorgenti" (Salmi 87,7)                  | Inizialmente previsto per settembre 2020, è stato rinviato di un anno a causa della pandemia di COVID-19. Questa è la seconda volta che il congresso si svolge a Budapest: era stato ospitato per la prima volta nella capitale ungherese nel 1938. La celebrazione eucaristica conclusiva è stata celebrata in piazza degli Eroi da papa Francesco in persona. |
| LIII    | 8-15 settembre 2024         | Quito, Ecuador                    | Francesco         | Baltazar Enrique Porras Cardozo  | Fraternità per sanare il mondo                                   | Questo è stato il primo paese andino ad ospitare l'evento. Il congresso eucaristico ha coinciso con il 150º anniversario della consacrazione dell'Ecuador al Sacro Cuore di Gesù fatta nel 1874 dal presidente Gabriel García Moreno e sostenuta da papa Pio IX. |
| LIV     | 2028                        | Sydney, Australia                 |                   |                                  |                                                                  | Questa è la terza volta che il congresso si svolge in Australia: la prima volta era stato ospitato a Sydney nel 1928 e la seconda a Melbourne nel 1973. L'evento coinciderà con il centesimo anniversario dal primo congresso ospitato in Australia. |